# Коренные народы Канады
Коренные народы Канады (англ. Indigenous peoples in Canada, фр. Autochtones du Canada) — группа народов, представители которых населяли территорию современной Канады до прихода европейцев, а также потомков этих представителей и первых европейских поселенцев. К первой категории относятся индейцы Канады (также известные как Первые народы, англ. First Nations) и канадские инуиты, а ко второй — канадские метисы, образовавшие со временем отдельную этнокультурную общность. Согласно переписи населения 2016 года, в Канаде насчитывалось 1 673 785 представителей коренных народов, или около 4,9 % от общего числа жителей страны. В это число входили свыше 977 тысяч индейцев, представляющих более чем 600 официально признанных народов, 587,5 тысяч метисов и 65 тысяч инуитов. Коренные народы Канады — самая молодая и быстрорастущая этническая группа в этой стране.

## Общая характеристика
Понятие «коренные народы Канады» включает в себя три группы:
- Инуиты — коренное население северных регионов Канады. Исторические земли инуитов, которые те называют Инуит Нунангат (инуктитут ᐃᓄᐃᑦ ᓄᓇᖓᑦ), включают бо́льшую часть суши и водных пространств (в том числе покрытых льдами) в Канадской Арктике;
- Индейцы Канады, или Первые народы (англ. First Nations) — коренное население территории Канады к югу от Северного полярного круга;
- Канадские метисы — потомки смешанных браков аборигенов и европейцев, проживающие преимущественно в Канадских прериях и Онтарио, но также и в других провинциях[1]. Хотя среди предков метисов были выходцы из Европы, с течением времени они сформировали отдельную этнокультурную общность с общей политической историей[2].

Согласно так называемому Индейскому закону, на котором основываются позиция и деятельность канадского правительства в вопросах, связанных с коренным населением, представители коренных народов подразделяются также на статусных индейцев и нестатусных индейцев. Первые вносятся в специальный реестр и официально являются членами конкретных племён; федеральный реестр не включает нестатусных индейцев. До 1985 года брак с человеком европейского происхождения автоматически вёл к потере индейского статуса, но затем это положение закона было отменено и супруги европейцев получили возможность при желании восстановить утраченный статус.
Особые права коренных народов Канады защищает секция 35 Конституционного акта 1982 года. Делами коренных народов занимаются два министерства в составе правительства Канады: Министерство отношений короны и индейцев и Севера Канады (англ. Crown–Indigenous Relations and Northern Affairs Canada) и Министерство услуг коренному населению Канады (англ. Indigenous Services Canada).

## История
Люди появились на территории современной Канады задолго до исторической эпохи. К моменту прибытия в Америку первых европейцев её коренные обитатели сформировали многочисленные социальные, культурные, экономические и политические системы на её территории. Согласно Британской энциклопедии, в это время на территории современной Канады проживали около 200 тысяч индейцев и инуитов.
В следующие 200 лет численность коренного населения Канады постепенно сокращалась в результате распространения европейцев и принесённых ими болезней. Колониальные законы и действия властей значительно изменили образ жизни коренных обитателей страны. Введение резерваций и индейских интернатов способствовало их подчинению и ассимиляции, оказав долгосрочное отрицательное влияние на их культуру, социоэкономическое положение и здоровье.
Лишь с середины XX века в политике в отношении коренных народов наметился перелом, которому способствовало создание государственных комиссий по расследованию условий их жизни и злоупотреблений в их отношении со стороны властей. С 1950-х годов численность коренных народов Канады быстро растёт благодаря высокой рождаемости и улучшениям в системе здравоохранения. В 1996 году Королевская комиссия по коренным народам представила выводы, требующие от Канады принятия мер по защите ценностей и уникального образа жизни этих народов. Тем не менее эта этническая группа продолжает испытывать трудности, в частности, в области социальной поддержки детей: суд по гражданским правам Канады обнаружил, что правительство Канады отказывается распространять действие государственной программы поддержки детей и социальных услуг Первым народам на ряд резерваций. Отдельную проблему составляет высокий уровень насилия против женщин коренных народов.

## Демография

Процент коренного населения по регионам Канады и США

Согласно переписи населения 2016 года, общая численность представителей коренных народов Канады составляла 1 673 785 человек — около 4,9 % от общего числа жителей страны. В том числе насчитывалось 977 230 индейцев, 587 545 метисов и 65 025 инуитов. Представители коренных народов распределены по территории страны неравномерно, на Северо-Западных территориях составляя около половины населения, а на территории Нунавут — значительно больше половины. Почти 75 % канадских инуитов проживают в Арктике. Коренные народы Канады — в среднем самая молодая этническая группа в стране: в 2016 году более 44 % респондентов, относивших себя к этой группе, были моложе 25 лет. Это также самая быстрорастущая этническая группа: за 10 лет между переписями 2006 и 2016 года её численность выросла на 42,5 % (в 4 раза быстрее, чем среди прочих этнических групп). Скорость роста в резервациях и вне их различается: если численность жителей резерваций за 10 лет выросла на 12,8 %, то вне резерваций — на 49,1 %.
В рамках определения «Первые народы» различаются свыше 600 официально признанных индейских народов (или статусных племён), говорящих более чем на 60 языках и проживающих более чем в 2250 резервациях. Самая многочисленная из групп Первых народов — кри, которых в Канаде насчитывается около 120 тысяч человек. Большинство инуитов (по оценке Британской энциклопедии, более 40 тысяч) проживают в разрозненных лагерях и посёлках с населением от 25 до 500 человек. Крупнейшая община инуитов к югу от Арктики проживает в Национальном столичном регионе (город Оттава и его спутники в Онтарио и Квебеке): согласно переписи населения 2016 года, в этом районе жили около 1280 инуитов, но агентства, предоставляющие социальные услуги общине, оценивают её численность в 3700-6000 человек. Метисы — наиболее урбанизированная часть коренных народов Канады: в городах проживают почти 2/3 от их общего числа.